# Акопян Мігран Арменович
Мігран Арменович Акопян (вірм. Միհրան Հակոբյան, англ. Mihran Hakobyan; нар. 18 лютого 1984 року в місті Степанакерт, НКАО, Азербайджанська РСР) — скульптор, автор першого в світі пам'ятника інтернет-енциклопедії Вікіпедія в польському місті Слубіце. Син народного художника НКР Армена Акопяна (1941—1990). На даний час проживає в Польщі.

## Життя та творчість

### Освіта
Народився в 1984 році в місті Степанакерт, НКАО, Азербайджанська РСР, СРСР.
У 2000—2006 роках навчався в Єреванській державній художній академії за спеціальністю «скульптура», закінчивши її з відзнакою. У 2001 році Мігран Акопян став членом Спілки художників Нагірно-Карабахської Республіки.
У 2010—2013 роках навчався в Колегіум Полонікум в місті Слубіце (Польща) на факультеті польської мови як іноземної. У 2012 році став стипендіатом фонду Яна Кульчика.
Мігран Акопян у скульптурі вважає за краще працювати з деревом, каменем, бронзою, синтетичною гумою.

### Створення пам'ятника Вікіпедії
За ініціативою адміністративного директора «Колегіум Полонікум» професора Кшиштофа Войцеховського, Мігран Акопян створив перший у світі пам'ятник Вікіпедії. Скульптурна композиція зображає чотири людські фігури, які утримують офіційний логотип Вікіпедії — «глобус», складений із пазлів, верхня частина якого незавершена. Пам'ятник заввишки близько 2,5 м, виготовлений із синтетичної гуми, армованої скловолокном.
Пам'ятник Вікіпедії встановлено на Франкфуртській площі польського міста Слубіце, недалеко від річки Одра, яка відділяє його від німецького Франкфурта-на-Одері.

### Відзнаки
М. Акопян захоплюється також анімацією. У 2013 році анімація Міграна Акопяна «Парасолька», за сюжетом оповідання Леоніда Єнгібарова, отримала приз глядацьких симпатій на московському кінофестивалі «Short Film Fund» (Фонд Короткометражного Фільму).